# قطعنامه ۱۷ شورای امنیت
قطعنامه ۱۷ شورای امنیت سازمان ملل متحد که در تاریخ ۱۰ فوریه ۱۹۴۷ تصویب شد، سندی بین‌المللی دربارهٔ مسئلهٔ اشغال یونان توسط بریتانیا است. این قطعنامه طی نشست ۱۰۱ام با ۹ موافق، ۰ مخالف و ۲ ممتنع مصوب شد.